# Tomáš Vestenický
Tomáš Vestenický (sinh 6 tháng 4 năm 1996) là một cầu thủ bóng đá Slovakia thi đấu ở vị trí tiền đạo cho FC Nitra, mượn từ Ekstraklasa câu lạc bộ Cracovia.

## Sự nghiệp câu lạc bộ

### FC Nitra
Anh ra mắt chuyên nghiệp cho FC Nitra trước FC Spartak Trnava ngày 13 tháng 9 năm 2013.

#### Mượn đến Roma
Ngày 29 tháng 1 năm 2014 anh kí hợp đồng cho mượn 1,5 năm với lựa chọn mua hẳn với câu lạc bộ Ý Roma.

### Cracovia
Ngày 19 tháng 2 năm 2016 anh được cho mượn nửa năm đến câu lạc bộ Ba Lan Cracovia.